# Vágar (comune)
Vágar è un comune delle Fær Øer creato il 1 ° gennaio 2009 dalla fusione dei comuni di Miðvágur e Sandavágur.

## Storia
Il comune di Vágar originale fu fondato nel 1911 e comprendeva l'intera isola omonima. Fu di breve durata, perché nel 1915 fu diviso in quattro comuni: Miðvágur, Sandavágur, Sørvágur e Bøur. L'attuale comune di Vágar è stato costituito il 1º gennaio 2009 con la fusione dei comuni di Miðvágur e Sandavágur e, a differenza del primo, comprende solo la parte orientale dell'isola, poiché la parte occidentale appartiene al comune di Sørvágur.